# Раскильдино
Раски́льдино (чув. Ураскилт) — село в Аликовском муниципальном округе Чувашской Республики. Являлось административным центром Раскильдинского сельского поселения до его упразднения в 2022 году.

## Название
Есть две версии:
- Первая часть слова Раскильдино «ураз» из тюркского языка — «счастье», вторая часть «кильда» от чувашского слова «килче». Слово «Раскильдино» означает «пришло счастье». Это слово позаимствовано у татар. У них тоже есть название «Уразгильде».
- В Дании находится город Роскилле, стольный город викингов. Так как путь из варяг в греки проходил по Волге, то, возможно, имеется связь с названием этого города.[источник не указан 3419 дней]

## География
Раскильдино расположено юго-западнее села Аликово на 12 км. Село соединено автомобильной дорогой Чебоксары-Аликово-Раскильдино. Ранее функционировал аэропорт республиканского значения.
Климат
Климат умеренно континентальный с продолжительной холодной зимой и тёплым летом. Средняя температура января −12,9 °C, июля 18,3 °C, абсолютный минимум достигал −44 °C, абсолютный максимум 37 °C. За год в среднем выпадает до 552 мм осадков.

## История
До 7 августа 1920 года находилось в Атикасинской волости Курмышского уезда, после, до формирования районов, Атикасинской волости Ядринского уезда.
1 ноября 1927 года включено в Аликовский, а 20 декабря 1962 года в составе Вурнарского района. С 14 марта 1965 года — снова в Аликовском районе.

## Население
| 2010 | 2012 |
| ---- | ---- |
| 417  | ↗530 |

## Инфраструктура
В деревне имеется средняя школа, дворец культуры, библиотека, медпункт, узел связи, магазин. В настоящее время село газифицировано.

## Русская православная церковь
Церковь Рождества Богородицы

## Связь и средства массовой информации
- Связь: Волгателеком, БиЛайн, МТС, Мегафон
- Аликовская районная газета «Пурнăç çулĕпе»-«По жизненному пути».
- Эфирное и спутниковое телевидение, в том числе канал на чувашском языке.

## Люди, связанные с Раскильдино
- Васянка Никифор Тарасович — чувашский поэт.
- Емельянов Прохор Канонович — чувашский прозаик, драматург.[источник не указан 2766 дней]
- Фёдоров Павел Алексеевич — заслуженный учитель Чувашской республики.[источник не указан 2766 дней]
- Самсонов Михаил Самсонович — протоиерей, священномученик.[источник не указан 2766 дней]